# Hire Nagnur, Lingsugur
Hire Nagnur là một làng thuộc tehsil Lingsugur, huyện Raichur, bang Karnataka, Ấn Độ.